# Élections municipales de 2013 dans Les Sources
 (signalé en août 2025).
Si vous disposez d'ouvrages ou d'articles de référence ou si vous connaissez des sites web de qualité traitant du thème abordé ici, merci de compléter l'article en donnant les références utiles à sa vérifiabilité et en les liant à la section « Notes et références ».
- Archive Wikiwix
- Bing
- Cairn
- DuckDuckGo
- E. Universalis
- Gallica
- Google
- G. Books
- G. News
- G. Scholar
- Persée
- Qwant
- (zh) Baidu
- (ru) Yandex
- (wd) trouver des œuvres sur Wikidata

Cet article concerne les élections municipales de 2013 en Estrie dans la municipalité régionale de comté de Les Sources.

## Danville
| Candidats pour la mairie       | Vote | %     |
| ------------------------------ | ---- | ----- |
| Michel Plourde                 | 537  | 37,40 |
| Jacques Hémond (Sortant)       | 483  | 33,64 |
| Daniel Pitre                   | 416  | 28,97 |
| Taux de participation : 45,0 % |      |       |

| Candidats conseiller #1            | Vote            | %               |
| ---------------------------------- | --------------- | --------------- |
| Francine Labelle-Girard (Sortante) | Sans opposition | Sans opposition |

| Candidats conseiller #2   | Vote | %     |
| ------------------------- | ---- | ----- |
| Jean-Guy Dionne (Sortant) | 754  | 53,97 |
| Roland Laliberté          | 643  | 46,03 |

| Candidats conseiller #3    | Vote  | %     |
| -------------------------- | ----- | ----- |
| Stéphane Roy               | 1 024 | 72,99 |
| Germain Ducharme (Sortant) | 379   | 27,01 |

| Candidats conseiller #4 | Vote | %     |
| ----------------------- | ---- | ----- |
| Patrick Dubois          | 744  | 53,07 |
| Florence Peloquin       | 446  | 31,81 |
| Denis Groleau           | 212  | 15,12 |

| Candidats conseiller #5 | Vote | %     |
| ----------------------- | ---- | ----- |
| Patrick Satre           | 776  | 55,19 |
| Daniel Hinse            | 495  | 35,21 |
| Donald Olney            | 135  | 9,60  |

| Candidats conseiller #6      | Vote | %     |
| ---------------------------- | ---- | ----- |
| Nathalie Boissé              | 723  | 51,28 |
| Lisette Fréchette (Sortante) | 479  | 33,97 |
| Michel Lafrenière            | 208  | 14,75 |

## Ham-Sud
| Candidats pour la mairie       | Vote | %     |
| ------------------------------ | ---- | ----- |
| Georges St-Louis               | 135  | 59,21 |
| Renald Boisvert                | 93   | 40,79 |
| Taux de participation : 80,2 % |      |       |

| Candidats conseiller #1        | Vote | %     |
| ------------------------------ | ---- | ----- |
| Diane Audit Goddard (Sortante) | 116  | 51,10 |
| Gilberte Charest-Fontaine      | 111  | 48,90 |

| Candidats conseiller #2 | Vote | %     |
| ----------------------- | ---- | ----- |
| Serge Bernier (Sortant) | 127  | 55,22 |
| René Gibeault           | 103  | 44,78 |

| Candidats conseiller #3    | Vote | %     |
| -------------------------- | ---- | ----- |
| François Couture (Sortant) | 115  | 50,88 |
| Robert Polard              | 111  | 49,12 |

| Candidats conseiller #4  | Vote | %     |
| ------------------------ | ---- | ----- |
| Luc St-Laurent (Sortant) | 120  | 52,40 |
| Roberte Parent           | 109  | 47,60 |

| Candidats conseiller #5 | Vote | %     |
| ----------------------- | ---- | ----- |
| Jean Laurier (Sortant)  | 119  | 53,13 |
| Denise Beauregard       | 105  | 46,88 |

| Candidats conseiller #6 | Vote | %     |
| ----------------------- | ---- | ----- |
| Pascal Moreau           | 109  | 48,02 |
| Timon Janzing-Bachelet  | 102  | 44,93 |
| Rose-Ange St-Onge       | 16   | 7,05  |

## Saint-Adrien
| Candidats pour la mairie  | Vote            | %               |
| ------------------------- | --------------- | --------------- |
| Pierre Therrien (Sortant) | Sans opposition | Sans opposition |

| Candidats conseiller #1 | Vote            | %               |
| ----------------------- | --------------- | --------------- |
| Claude Dupont           | Sans opposition | Sans opposition |

| Candidats conseiller #2 | Vote            | %               |
| ----------------------- | --------------- | --------------- |
| Claude St-Cyr (Sortant) | Sans opposition | Sans opposition |

| Candidats conseiller #3 | Vote            | %               |
| ----------------------- | --------------- | --------------- |
| Adrien Gagnon (Sortant) | Sans opposition | Sans opposition |

| Candidats conseiller #4 | Vote            | %               |
| ----------------------- | --------------- | --------------- |
| Claude Blain (Sortant)  | Sans opposition | Sans opposition |

| Candidats conseiller #5 | Vote            | %               |
| ----------------------- | --------------- | --------------- |
| Paul Chaperon (Sortant) | Sans opposition | Sans opposition |

| Candidats conseiller #6    | Vote            | %               |
| -------------------------- | --------------- | --------------- |
| Stéphane Poirier (Sortant) | Sans opposition | Sans opposition |

## Saint-Camille
| Candidats pour la mairie       | Vote | %     |
| ------------------------------ | ---- | ----- |
| Benoit Bourassa (Sortant)      | 222  | 75,25 |
| Marcel Sioui Desjardins        | 73   | 24,75 |
| Taux de participation : 72,4 % |      |       |

| Candidats conseiller #1    | Vote            | %               |
| -------------------------- | --------------- | --------------- |
| Pierre Bellerose (Sortant) | Sans opposition | Sans opposition |

| Candidats conseiller #2 | Vote            | %               |
| ----------------------- | --------------- | --------------- |
| Denis St-Onge           | Sans opposition | Sans opposition |

| Candidats conseiller #3 | Vote | %     |
| ----------------------- | ---- | ----- |
| Jean Jacques            | 166  | 58,04 |
| Vincent Lemonde         | 120  | 41,96 |

| Candidats conseiller #4 | Vote            | %               |
| ----------------------- | --------------- | --------------- |
| Martin Aubé             | Sans opposition | Sans opposition |

| Candidats conseiller #5 | Vote | %     |
| ----------------------- | ---- | ----- |
| Dany Proulx (Sortant)   | 152  | 52,05 |
| Gaëtane Larose          | 140  | 47,95 |

| Candidats conseiller #6         | Vote | %     |
| ------------------------------- | ---- | ----- |
| Micheline St-Laurent (Sortante) | 163  | 55,82 |
| Monique Royer                   | 129  | 44,18 |

## Saint-Georges-de-Windsor
| Candidats pour la mairie | Vote            | %               |
| ------------------------ | --------------- | --------------- |
| René Perreault (Sortant) | Sans opposition | Sans opposition |

| Candidats conseiller #1  | Vote            | %               |
| ------------------------ | --------------- | --------------- |
| Patrice Pinard (Sortant) | Sans opposition | Sans opposition |

| Candidats conseiller #2       | Vote            | %               |
| ----------------------------- | --------------- | --------------- |
| Armande P. Richard (Sortante) | Sans opposition | Sans opposition |

| Candidats conseiller #3 | Vote            | %               |
| ----------------------- | --------------- | --------------- |
| Gilles Sirois (Sortant) | Sans opposition | Sans opposition |

| Candidats conseiller #4 | Vote            | %               |
| ----------------------- | --------------- | --------------- |
| Yvon Richer (Sortant)   | Sans opposition | Sans opposition |

| Candidats conseiller #5 | Vote            | %               |
| ----------------------- | --------------- | --------------- |
| Mélanie Gallant         | Sans opposition | Sans opposition |

| Candidats conseiller #6  | Vote            | %               |
| ------------------------ | --------------- | --------------- |
| Marc Ladouceur (Sortant) | Sans opposition | Sans opposition |

## Val-des-Sources
| Candidats pour la mairie       | Vote  | %     |
| ------------------------------ | ----- | ----- |
| Hugues Grimard (Sortant)       | 2 032 | 60,08 |
| Jean-Philippe Bachand          | 1 350 | 39,92 |
| Taux de participation : 61,3 % |       |       |

| Candidats conseiller #1      | Vote  | %     |
| ---------------------------- | ----- | ----- |
| Nathalie Durocher (Sortante) | 1 045 | 31,56 |
| Yvan Provencher              | 939   | 28,36 |
| Sylvain Quenneville          | 898   | 27,12 |
| Luc Brouillard               | 429   | 12,96 |

| Candidats conseiller #2 | Vote            | %               |
| ----------------------- | --------------- | --------------- |
| Alain Roy (Sortant)     | Sans opposition | Sans opposition |

| Candidats conseiller #3  | Vote  | %     |
| ------------------------ | ----- | ----- |
| Serge Boislard (Sortant) | 1 465 | 44,27 |
| Sonia Fournier           | 1 187 | 35,87 |
| René Collard             | 657   | 19,85 |

| Candidats conseiller #4   | Vote  | %     |
| ------------------------- | ----- | ----- |
| Nicole Forgues (Sortante) | 2 015 | 60,57 |
| Luc Bachand               | 1 312 | 39,43 |

| Candidats conseiller #5 | Vote  | %     |
| ----------------------- | ----- | ----- |
| Jean Roy (Sortant)      | 1 526 | 46,26 |
| Luc Vallières           | 908   | 27,52 |
| René Lachance           | 865   | 26,22 |

| Candidats conseiller #6 | Vote  | %     |
| ----------------------- | ----- | ----- |
| Pierre Benoit (Sortant) | 2 703 | 82,41 |
| Daniel Dubois           | 577   | 17,59 |

## Wotton
| Candidats pour la mairie       | Vote | %     |
| ------------------------------ | ---- | ----- |
| Katy St-Cyr                    | 430  | 58,42 |
| Ghislain Drouin (Sortant)      | 306  | 41,58 |
| Taux de participation : 61,8 % |      |       |

| Candidats conseiller #1   | Vote | %     |
| ------------------------- | ---- | ----- |
| Anouk Wilsey              | 472  | 64,92 |
| Fernand Bourget (Sortant) | 255  | 35,08 |

| Candidats conseiller #2 | Vote | %     |
| ----------------------- | ---- | ----- |
| Dominique Morin         | 408  | 55,97 |
| Daniel Bergeron         | 321  | 44,03 |

| Candidats conseiller #3 | Vote | %     |
| ----------------------- | ---- | ----- |
| Mathilde Noel           | 433  | 59,72 |
| Suzanne O'Brien         | 292  | 40,28 |

| Candidats conseiller #4 | Vote | %     |
| ----------------------- | ---- | ----- |
| Michael Mc Duff         | 483  | 66,53 |
| Daniel Tessier          | 243  | 33,47 |

| Candidats conseiller #5 | Vote | %     |
| ----------------------- | ---- | ----- |
| Karine Grenier          | 379  | 51,78 |
| Denis Pinard            | 353  | 48,22 |

| Candidats conseiller #6       | Vote | %     |
| ----------------------------- | ---- | ----- |
| Nicole Gagnon                 | 377  | 51,50 |
| Claude Vaillancourt (Sortant) | 355  | 48,50 |